# Alain Blachon
Pour les articles homonymes, voir Blachon (homonymie).
Alain Blachon, né le 2 août 1952 à Saint-Étienne dans le département de la Loire, est un formateur et entraîneur français de football. Il a notamment été l'adjoint de Christophe Galtier, lorsqu'il était entraîneur de l'AS Saint-Étienne.

## Biographie
Alain Blachon a suivi un parcours de footballeur amateur à Monistrol-sur-Loire (Haute-Loire), Lagny-sur-Marne (Seine-et-Marne), puis Douai (Nord), et devient dans le même temps professeur d'éducation physique et sportive. 
Il s'installe à Saint-Étienne (Loire) en 1978, dans sa région d'origine, où il exercera la fonction de conseiller technique départemental auprès de la fédération française de football alors que l'AS Saint-Étienne rayonne sur le football régional et national. Il arrête le football amateur pour se consacrer pleinement à ses tâches d'éducateur. 
En 1980, il part au Mali où il devient le sélectionneur de l'équipe nationale et l'entraîneur du club de Djoliba AC, fonctions qu'il occupera pendant quatre ans. 
Il revient à Saint-Étienne en 1984 en tant qu'entraîneur adjoint de l'équipe réserve de l'AS Saint-Étienne mais ne reste qu'un an en poste au sein du club stéphanois, et rejoint en 1985 l'Olympique Thonon Chablais où il est successivement entraîneur des cadets, puis entraîneur de l'équipe première (deuxième division).
De 1990 à 1992 Alain Blachon prend en charge les moins de 17 ans à l'Olympique lyonnais et y forme les jeunes joueurs qui participent au renouveau du club à partir du milieu des années 1990, en particulier Florian Maurice ou Florent Laville.
Il revient de nouveau dans la région stéphanoise en 1992 et occupe pendant deux ans les fonctions de directeur du centre de formation et d'entraineur des moins de 17 ans à l'AS Saint-Étienne, où il découvre notamment Jérémy Janot, futur gardien du club. De 1994 à 1996, il est promu préparateur physique et entraineur adjoint du club stéphanois aux côtés du nouvel entraineur Élie Baup, avec qui il avait collaboré au sein du centre de formation les années précédentes. En 1996, l'équipe est reléguée en deuxième division et le club connaît un profond remaniement, précipitant son départ. 
Il s'engage en 1996 comme entraineur principal au Puy Foot 43 Auvergne qui évolue alors en division d'honneur. Son travail permet à l'équipe de conquérir le titre de champion d'Auvergne et de remonter en CFA2 en 1998. Il exerce encore une année au sein du club velave avant de répondre positivement à Guy Lacombe qui lui propose de devenir son adjoint. Il le rejoint à l'En Avant de Guingamp, club de Ligue 2, où il occupe ce poste de 1999 à 2002, participant à sa remontée en Ligue 1 en 2000, puis l'accompagnera  dans deux clubs de Ligue 1, le FC Sochaux de 2002 à 2005, période pendant laquelle le club effectuera un parcours brillant en coupe de la Ligue et sur la scène européenne, et enfin au Paris SG de décembre 2005 à janvier 2007.   
Après l'éviction des deux techniciens par le PSG, Alain Blachon est sollicité par l'AS Saint-Étienne. Il aurait souhaité poursuivre sa collaboration avec Guy Lacombe, mais ce dernier ne trouve pas de club.  Alain Blachon ne refuse alors pas un retour au sein du club qu'il avait quitté avec regret en 1996, et s'engage en 2007 comme directeur du centre de formation de l'ASSE, avec pour objectif de lui transmettre un nouvel élan.
En janvier 2010, au moment de sa prise de fonction d'entraîneur de l'AS Saint-Étienne et de la constitution de son staff technique, Christophe Galtier lui propose de le seconder en tant qu'adjoint. En 2010, il prend une part active au maintien de l'équipe en Ligue 1, puis les années suivantes au renouveau de l'AS Saint-Étienne, jusqu'à la conquête historique du titre en Coupe de la Ligue en 2013.
En mai 2018, il rejoint Romain Revelli au SO Cholet comme entraîneur-adjoint.

## Palmarès
- Champion d'Auvergne de division d'honneur avec Le Puy Foot 43 Auvergne en 1998.